# Чобыково
Чобыково (мар. Човыксола) — деревня в Новоторъяльском районе Республики Марий Эл. Входит в состав Чуксолинского сельского поселения.

## География
Находится в северо-восточной части республики Марий Эл на расстоянии приблизительно 5 км по прямой на северо-восток от районного центра посёлка Новый Торъял.

## История
Образована в 1928 году, когда произошло объединение двух селений Большого и Малого Чобыкова в одну деревню — Чобыково. В 1940 здесь было 314 жителей. В 2002 году числилось 56 дворов. В советское время работали колхозы «Куралше» («Пахарь»), «Чобык», «Немда», позднее агрофирма «Немдинская».

## Население
Население составляло 183 человека (мари 97 %) в 2002 году, 161 в 2010.

## Известные уроженцы
- Данилов Борис Григорьевич (1923—1993) — советский марийский поэт, прозаик, переводчик, журналист, общественный деятель, член Союза писателей СССР с 1976 года. Заслуженный работник культуры Марийской АССР (1983). Участник Великой Отечественной войны. Член КПСС.
- Иванов Вениамин Михайлович (1923—1971) — марийский советский писатель, переводчик, журналист, член Союза писателей СССР с 1964 года. Председатель Союза писателей Марийской АССР (1968—1971). Участник Великой Отечественной войны. Член ВКП(б).
- Рыбаков Филипп Павлович (1904—1991) — марийский советский военный врач. В годы Великой Отечественной войны — ведущий хирург полевых подвижных госпиталей 3-й ударной армии; майор медицинской службы. Подполковник медицинской службы, доктор медицинских наук. Награждён 3 орденами Отечественной войны.
- Сапаев Василий Фёдорович (1923—1990) —  марийский советский писатель, переводчик, педагог, общественный деятель, член Союза писателей СССР с 1971 года. Кандидат педагогических наук (1982). Заслуженный учитель школы РСФСР (1965). Участник Великой Отечественной войны. Член ВКП(б).
- Сапаев Никита Никифорович (1901—1946) — марийский советский партийный деятель. Второй секретарь Марийского обкома ВКП(б) (1935—1937), член Марийского облисполкома (1934—1937). Член ВКП(б) с 1926 года.
- Сапаев Эрик Никитич (1932—1963) — марийский композитор, автор первой марийской оперы «Акпатыр».